# Terror Night – Ein mörderisches Spiel
Terror Night – Ein mörderisches Spiel ist ein kanadischer Thriller aus dem Jahr 2017.

## Handlung
McKenzie steht kurz vor der Hochzeit mit ihrem Verlobten Reese. Dieser überrascht sie, indem er sie zu einem Junggesellinnen-Abschied bringt, bei dem sie ihre Freundinnen aus dem College trifft. Sie verbringt einen lustigen Abend mit Sadie, Joelle und Rebecca. Dabei kommt das Gespräch kurz auf McKenzies Exfreund Brandon, der sie damals vergewaltigte. Aber die Freundinnen erinnern sich auch an verrückte Aufnahmerituale wie Hundefutter essen. Als sie ein Striplokal besuchen, macht Brandon, der die Social-Media-Posts verfolgt hat, heimlich ein Foto und lockt Reese mit gefälschten Chatnachrichten zu einem angeblichen Treffen mit den Frauen in eine Bar.
Brandon verwickelt den nichtsahnenden Reese in der Bar in eine Gespräch und mischt ihm K.-o.-Tropfen in den Drink, bevor er ihn in einen Keller entführt. Von dort ruft er McKenzie an und schickt ihm ein Foto des gefesselten Verlobten. Er will sich für frühere Demütigungen und die angezeigte Vergewaltigung rächen. Um zu zeigen, dass er es ernst meint, schneidet er Reese einen Finger ab. Außerdem erpresst er die Freundinnen mit Springbreak-Aufnahmen, in denen sie Drogen konsumierten. Dann teilt er McKenzie und Joelle als Team 1 und Rebecca und Sadie als Team 2 ein, die bis zum Sonnenaufgang acht Aufgaben erfüllen müssen. Sie dürfen dabei niemanden anrufen.
Zunächst muss Team 1 ein benutztes Kondom und Chicken Wings aus dem Müll holen und Team 2 in der Pathologie eine Leiche küssen. Dann muss McKenzie Dessous anziehen und Joelle deren körperliche Schwachstelle markieren. Anschließend schickt Brandon sie zu der Bar, aus der er Reese entführt hat, wo sie einen Fremden küssen. Rebecca und Sadie bekommen währenddessen die Aufgabe, in einem Kiffer-Haus nach Santa zu fragen und Drogen für einen Zwanziger zu kaufen. Von der Bar fahren McKenzie und Joelle mit Reese' Auto zu McKenzies Haus, wo sie die Einrichtung zerstören und den Verlobungsring in der Toilette runterspülen müssen. Im leerstehenden Haus der damaligen Studentenverbindung KTG, in dem er Reese gefangen hält, sperrt Brandon Rebecca und Sadie in ein Bibliothekszimmer und zwingt sie, sich Brandzeichen auf die Haut zu machen. Als die beiden Frauen anschließend einen Gegenangriff starten, erwürgt Brandon Sadie und zeigt den anderen drei Frauen ein Foto der Leiche.
McKenzie und Joelle werden zum Studentenhaus geschickt. Reese befreit sich von den Fesseln, aber Brandon hält ihn mit der Pistole in Griff. McKenzie betritt das Studentenhaus, wo Brandon die drei Frauen wieder zusammen bringt. Als letzte Aufgabe sollen Joelle und Rebecca beim Spiel „Wheel of Poison“ innerhalb einer Stunde viel Alkohol und andere Drogen konsumieren. Währenddessen will Brandon McKenzie drängen, die Wahrheit über die Vergewaltigung in genau diesem Bibliothekszimmer zu sagen, die er leugnet. Doch indem sie eindringlich davon redet, erkennt er, dass der Vorfall wirklich passiert ist und er schuldig ist. Als Brandon die Pistole weglegt, erschießt Joelle ihn plötzlich. Sie sagt, dass sie damals im College auch in Brandon verliebt und deshalb neidisch auf McKenzie war. Später hatte sie dann doch noch eine Beziehung mit ihm, die endete, als Brandon von der Beziehung zwischen McKenzie und Reese erfuhr. Deshalb wollte sie einen Mädelsabend inszenieren, der außer Kontrolle gerät, aber sie ahnte nicht, dass Brandon es so extrem eskalieren lässt. Nach dieser Erklärung erschießt sie sich selbst.
Um die Ereignisse dieser Horrornacht zu verarbeiten, schreibt McKenzie später ihre Erlebnisse auf. Anschließend heiratet sie Reese.